# 吉田文化体育センター
吉田文化体育センター（よしだぶんかたいいくセンター）は、鹿児島県鹿児島市本城町に所在する市立の体育館・屋内運動場・グラウンドである。株）総合人材センターが指定管理者となって管理されている。

## 概要
体育館および室内運動場・屋外グラウンドがあり、体育館は804の観客席をもつ。体育館アリーナは冷房設備を持ち各種スポーツ大会および合宿練習、講演会等に利用されている。ただし体育館は観客席も含め土足は厳禁である。鹿児島県では鹿児島県総合体育センター体育館が手狭で老朽化しているため、全国大会および県大会の分散開催場所としてこの施設が使われることが多い。合併前の鹿児島県吉田町はハンドボール振興を行っていたためハンドボールの大会によく使われる。

## 歴史
鹿児島市と合併する前の吉田町がスポーツおよび文化地域行事のための地域の中核施設として建設した。

## 施設概要

### 体育館
- アリーナ（バレーボール4面orバスケットボール3面orバドミントン12面orハンドボール2面）
- 講演会ステージ、観客席804席、身障者用観客席
- 卓球場6面、会議室20人、トレーニング室、幼児体育室、医務室、シャワー室など
- アリーナは冷房完備、但し全館土足厳禁

### 屋内運動場（吉田ドーム）
- 砂入り人工芝のグラウンド
- フットサル1面orテニスコート1面orゲートボール場2面

### 吉田運動場
- 多目的グラウンド（土のグラウンド、ソフトボール1～2面or野球1～2面）
- テニスコート3面
- ゲートボール2面
- プレイランド
- 多目的グラウンド及びテニスコートには夜間照明

### 駐車場
- 整備された駐車場としては400台程度（無料）

## イベント

### 休館日
- 毎週月曜（祝日の場合は次の平日）
- 年末年始

### 営業時間
- 8:30～22:00

## 交通
- 南国バス本城又は発電所前バス停から徒歩15分